# Стажини (Сілезьке воєводство)
Стажини (пол. Starzyny) — село в Польщі, у гміні Щекоцини Заверцянського повіту Сілезького воєводства.
Населення — 310 осіб (2011).
У 1975—1998 роках село належало до Ченстоховського воєводства.

## Демографія
Демографічна структура станом на 31 березня 2011 року:
|          | Загалом | Допрацездатний вік | Працездатний вік | Постпрацездатний вік |
| -------- | ------- | ------------------ | ---------------- | -------------------- |
| Чоловіки | 140     | 26                 | 94               | 20                   |
| Жінки    | 170     | 30                 | 90               | 50                   |
| Разом    | 310     | 56                 | 184              | 70                   |